# Cecilia Alacán
Cecilia Alacán García (22 de noviembre de 1966) es una deportista cubana que compitió en judo. Ganó dos medallas en los Juegos Panamericanos en los años 1983 y 1987, y cuatro medallas en el Campeonato Panamericano de Judo entre los años 1984 y 1988.

## Palmarés internacional
| Juegos Panamericanos    | Juegos Panamericanos          | Juegos Panamericanos | Juegos Panamericanos |
| Año                     | Lugar                         | Medalla              | Categoría            |
| ----------------------- | ----------------------------- | -------------------- | -------------------- |
| 1983                    | Caracas (Venezuela)           | Medalla de bronce    | –52 kg               |
| 1987                    | Indianápolis (Estados Unidos) | Medalla de oro       | –56 kg               |
| Campeonato Panamericano |                               |                      |                      |
| Año                     | Lugar                         | Medalla              | Categoría            |
| 1984                    | Ciudad de México (México)     | Medalla de oro       | –52 kg               |
| 1985                    | La Habana (Cuba)              | Medalla de bronce    | –52 kg               |
| 1986                    | Salinas (Puerto Rico)         | Medalla de oro       | –56 kg               |
| 1988                    | Buenos Aires (Argentina)      | Medalla de oro       | –56 kg               |